# Lycaena mela
Lycaena mela är en fjärilsart som beskrevs av John Kern Strecker 1900. Lycaena mela ingår i släktet Lycaena och familjen juvelvingar. Inga underarter finns listade i Catalogue of Life.

## Bildgalleri

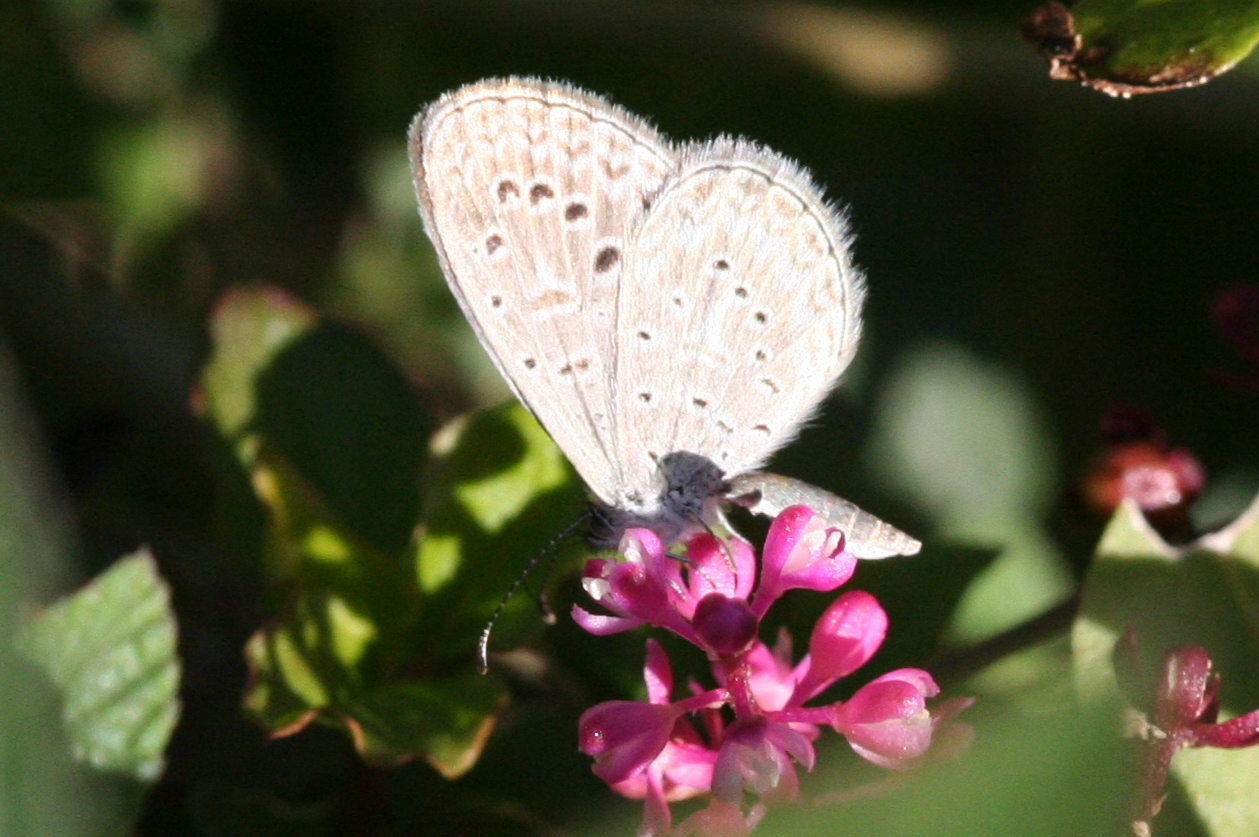